# Anders Engström (musiker)
Anders Engström, född 1963 i Norrköping, är en svensk fagottist. Han har varit alternerande stämledare i Göteborgs Symfoniker 1987–2013 och är numera stämledare i Kungliga Hovkapellet.
Engström framträder, vid sidan av orkesterarbetet, som solist med orkestrar i Sverige och utomlands. Han har tilldelats flera internationella utmärkelser, bland annat förstapris vid den internationella musiktävlingen i Genève, samt givit mästarkurser vid Pariskonservatoriet och universitetet i Chicago. Sedan många år undervisar Anders Engström i fagottspel, kammarmusik och orkesterspel vid Högskolan för scen och musik vid Göteborgs universitet.